# Neostrotia malonia
Neostrotia malonia là một loài bướm đêm trong họ Noctuidae.